# 火槍手袖口

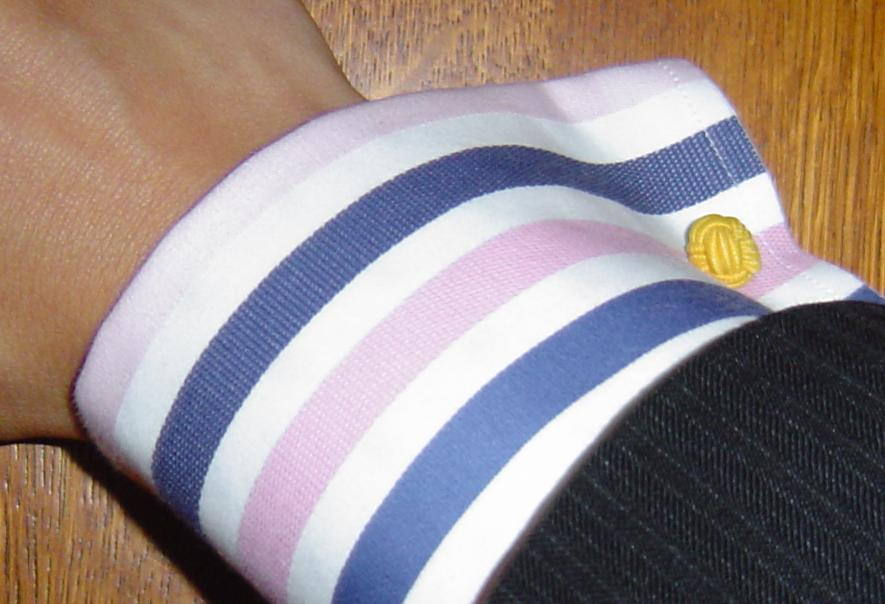
配上袖扣的法式袖口

火槍手袖口（法語：Poignet Mousquetaire、Manche Mousquetaire），或稱卡夫或克夫（英語：Cuff），一般又稱為法式袖口或法式翻袖，服装学术语，主要用於男性長袖襯衫，通常指上衣袖口上的镶边，有时也指裤口的镶边。
火槍手袖口較一般袖口來的長，傳統上並沒有縫上扣子，而是將袖口的部分反折，以袖扣穿過扣眼固定。現在大部分的襯衫都以一般縫有扣子的袖口取代，但是火槍手袖口在時裝界、重視穿著的金融業，以及婚禮或正式的社交聚會場和中依然是一種表現專業性與正式的象徵。

## 衬衫卡夫
普通衬衫的卡夫通常会设有一个开口，在开口处缝有扣子以方便使用。

## 裤子卡夫
普通的裤子裤脚通过锁边来防止损坏。在一些特殊情况下，加上卡夫可以加重裤脚，以辅助裤子悬垂。